# Caryanda obtusidentata
Caryanda obtusidentata är en insektsart som beskrevs av Fu, Peng och Z. Zheng 2004. Caryanda obtusidentata ingår i släktet Caryanda och familjen gräshoppor. Inga underarter finns listade i Catalogue of Life.